# Monomania (álbum)
| Críticas profissionais | Críticas profissionais |
| Avaliações da crítica  | Avaliações da crítica  |
| Fonte                  | Avaliação              |
| ---------------------- | ---------------------- |
| Pop de Botequim        | (Positiva)             |
| Que Delícia, Né Gente? | 9 de 10 estrelas.      |
| Rock 'n' Beats         | 7.5 de 10 estrelas.    |
| Monckeybuzz            | 4 de 5 estrelas.       |
| Outra Página           | (Positiva)             |

Monomania é o álbum de estreia da cantora e atriz Clarice Falcão, foi lançado no dia 30 de abril de 2013 pela Casa Byington.

## Antecedentes
Ao longo de 2012, a cantora revelou que as canções "Monomania", "Oitavo Andar", "Macaé" e "De Todos Os Loucos do Mundo" seriam algumas das faixas que integrariam o EP e o álbum.

## Lista de faixas
Todas as faixas escritas e compostas por Clarice Falcão. 
| N.º            | Título                                       | Duração |  |
| 1.             | "Eu Esqueci Você"                            | 3:01    |  |
| 2.             | "Macaé"                                      | 3:05    |  |
| 3.             | "Monomania"                                  | 2:41    |  |
| 4.             | "Um Só"                                      | 1:38    |  |
| 5.             | "Fred Astaire"                               | 2:39    |  |
| 6.             | "Talvez"                                     | 2:09    |  |
| 7.             | "De Todos Os Loucos Do Mundo"                | 2:24    |  |
| 8.             | "Qualquer Negócio"                           | 3:03    |  |
| 9.             | "Eu Me Lembro" (com a participação de Silva) | 3:37    |  |
| 10.            | "O Que Eu Bebi"                              | 2:11    |  |
| 11.            | "A Gente Voltou"                             | 2:10    |  |
| 12.            | "Oitavo Andar"                               | 2:13    |  |
| 13.            | "Capitão Gancho"                             | 1:21    |  |
| 14.            | "Fred Astaire" (versão em inglês)            | 2:39    |  |
| Duração total: | Duração total:                               | 34:51   |  |

## Turnê Monomania
# "Eu Esqueci Você"
1. "O Que Eu Bebi"
2. "Um Só"
3. "De Todos Os Loucos do Mundo"
4. "Eu Me Lembro"
5. "Fred Astaire"
6. "Australia"
7. "A Dona da História"
8. "Macaé"
9. "Essa É Pra Você"
10. "Oitavo Andar"
11. "Qualquer Negócio"
12. "Monomania"
13. "Talvez"

Encore:
1. "A Gente Voltou"
2. "Capitão Gancho"
3. "Oitavo Andar"

# "Eu Esqueci Você"
1. "O Que Eu Bebi"
2. "Um Só"
3. "De Todos os Loucos do Mundo"
4. "Eu Me Lembro"
5. "Fred Astaire"
6. "Australia"
7. "A Dona da História"
8. "Macaé" (A Banda deixa o palco)
9. "Essa é pra Você" (Voz e Violão)
10. "Qualquer Negócio" (A Banda retorna ao palco)
11. "Talvez"
12. "Oitavo Andar"

Encore:
1. "A Gente Voltou"
2. "Capitão Gancho"
3. "Monomania"

# "Eu Esqueci Você"
1. "O Que Eu Bebi"
2. "Um Só"
3. "De Todos os Loucos do Mundo"
4. "Eu Me Lembro"
5. "Fred Astaire"
6. "Australia"
7. "A Dona da História"
8. "Macaé" (A Banda deixa o palco)
9. "Essa é pra Você" (Voz e Violão)
10. "Se Esse Bar" (Voz e Violão)
11. "Qualquer Negócio" (A Banda retorna ao palco)
12. "Talvez"
13. "Oitavo Andar"

Encore:
1. "A Gente Voltou"
2. "Capitão Gancho"
3. "Monomania"